# سابایوو (شهرستان میشکینسکی، باشقیرستان)
سابایوو (انگلیسی: Sabayevo, Mishkinsky District, Republic of Bashkortostan) یک شهرک در شهرستان میشکینسکی استان باشقیرستان کشور روسیه است.